# アネタ・ハブリチコバ
アネタ・ハブリチコバ（チェコ語: Aneta Havlíčková、女性、1987年7月3日 - ）は、チェコ共和国の元バレーボール選手。ムラダー・ボレスラフ出身。

## 来歴
2007年にチェコの女子バレーボールナショナルチームに初選出される。
2010年には日本で行われた世界選手権にナショナルチームの一員として参加し、バレーボール3大大会初出場を果たした。
体重の乗った力強いスパイクが特徴で、世界選手権では多くの試合をチームの得点源として活躍した。
2010年より2シーズン、イタリアセリエA1部リーグのBusto Arsizioで活躍した。2011年の欧州選手権では8位となった。
2012年、ヨーロッパリーグで初優勝を果たし、自身もMVPに選ばれた。2013年には代表チームの主将を務め、ワールドグランプリに初出場した。2013-14シーズンはトルコリーグの強豪フェネルバフチェでプレーした。

## 球歴
- 世界選手権 - 2010年
- 欧州選手権 - 2011年、2013年
- ワールドグランプリ - 2013年、2014年

## 受賞歴
- 2012年 CEVカップ　MVP
- 2012年 ヨーロッパリーグ MVP
- 2013年 2012/13アゼルバイジャン女子バレーボール・スーパーリーグ ベストスコアラー賞
- 2016年 2015/16アゼルバイジャン女子バレーボール・スーパーリーグ ベストスコアラー賞

## 所属クラブ
- PVK Olymp Praga（2006-2007年）
- VC Weert（2007-2009年）
- Tiboni Urbino（2009-2010年）
- ヤママイ・ブスト・アルシーツィオ（2010-2012年）
- ロコモティフ・バクー (2012-2013年)
- フェネルバフチェ・ユニバーサル (2013-2014年)
- ロコモティフ・バクー (2014-2016年）
- サヴィーノ・デルベーネ・スカンディッチ（2016-2017年）
- トゥルク・ハヴァ・ヨラーリ（2017-2020年）
- PVK Olymp Praha（2020-2021年）
- Bolu Bld.（2021-2022年）
- Edremit Bld. Altınoluk（2022-2023年）
- VK Šelmy Brno（2023年）